# Bournazel (Aveyron)
Bournazel è un comune francese di 337 abitanti situato nel dipartimento dell'Aveyron nella regione dell'Occitania.

## Società

### Evoluzione demografica
Abitanti censiti